# Arguineguín
Arguineguín (Guanche, vertaald stil water) is een dichtbevolkt dorp dat deel uitmaakt van de gemeente Mogan, langs de zuidelijke kustlijn van Gran Canaria, Spanje. De stad telt zo'n 2573 inwoners. De Spaanse voetballers David Silva en Juan Carlos Valerón zijn er geboren.
Van oudsher is het een vissersdorp, maar tegenwoordig is de belangrijkste inkomstenbron het toerisme. Veel vakantiegangers uit Scandinavië weten de weg naar Arguineguín te vinden. Er is bijvoorbeeld een grote Noorse gemeenschap.

## Geboren
- Juan Carlos Valerón (1975), voetballer
- David Jiménez Silva (1986), voetballer

## Galerij

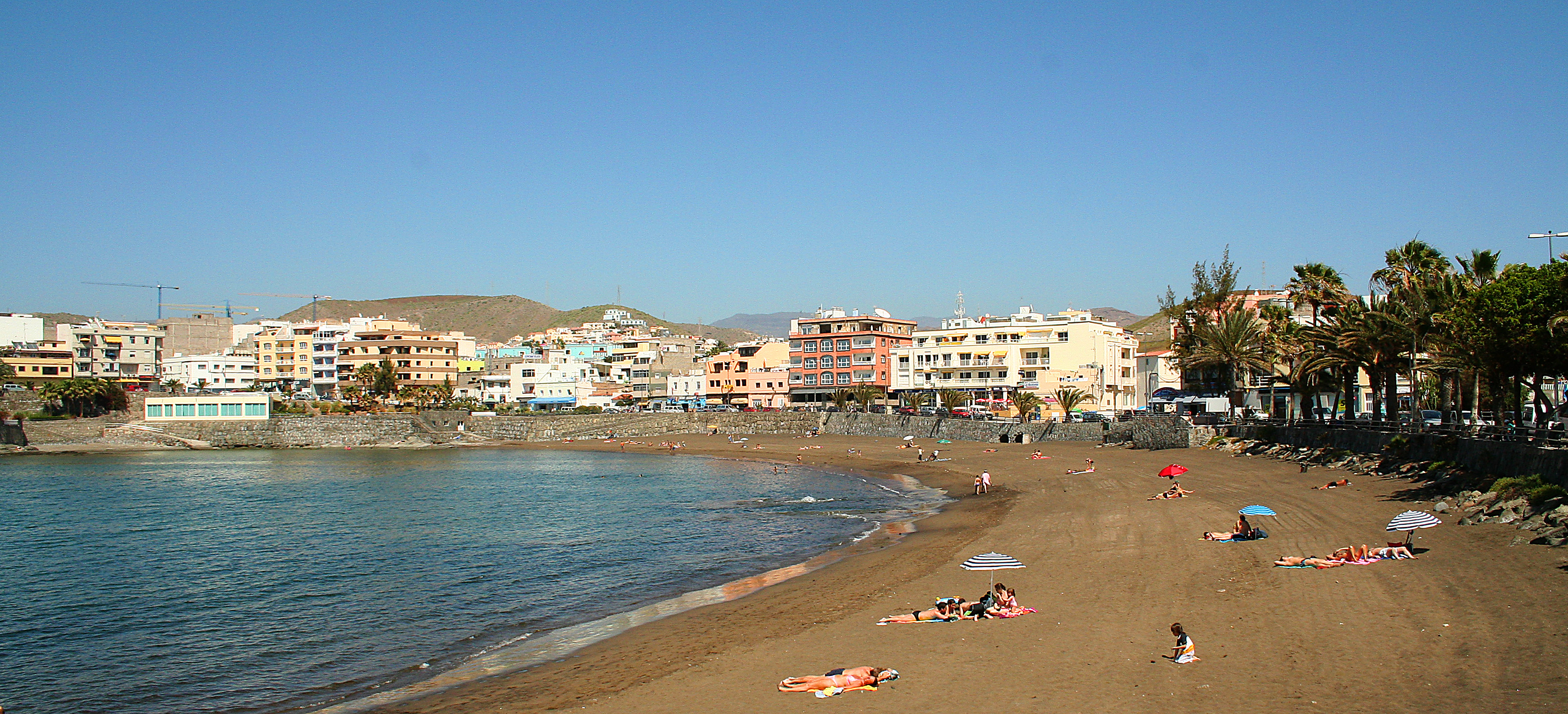
Strand van Arguineguín